# Здравствена заштита
Здравствена заштита је скуп мера превенције, лечења и вођења болести и повреда, коју спроводе лекарски, сестрински и други професионалци. Она обухвата спровођење мера за очување и унапређење здравља грађана, спречавање, сузбијање и рано откривање болести, повреда и других поремећаја здравља и благовремено и ефикасно лечење и рехабилитацију. Како је свакодневни живот човека у савременом друштву тесно повезан са многим ванредним (непредвидивим) догађајима, који могу угрозити здравље, живот и функционисање појединаца, њихових породица и читавих заједница, у организованим друштвима, такве ситуације се начелно решавају организованим мерама здравствена заштита, која је у заједници, заснована на солидарности и узајамној помоћи свих њених чланова.
Приступ здравственој заштити може варирати међу различитим земљама, заједницама и појединцима, под утицајем друштвених и економских услова, као и здравствених политика. Пружање здравствених услуга значи „благовремено коришћење личних здравствених услуга ради постизања најбољих могућих здравствених исхода“. Фактори које треба узети у обзир у смислу приступа здравственој заштити укључују финансијска ограничења (као што је осигурање), географске и логистичке препреке (као што су додатни трошкови превоза и могућност да се узме плаћено слободно време за коришћење таквих услуга), социокултурна очекивања и лична ограничења (недостатак могућности комуникације са здравственим радницима, слаба здравствена писменост, ниски приходи). Ограничења здравствених услуга негативно утичу на коришћење медицинских услуга, ефикасност лечења и укупан исход (благостање, стопе морталитета).
Ефикасан здравствени систем може допринети значајном делу привреде, развоју и индустријализацији једне земље. Здравствена заштита се конвенционално сматра важном детерминантом у промовисању општег физичког и менталног здравља и благостања људи широм света. Пример за то је било искорењивање малих богиња широм света 1980. године, које је СЗО прогласила за прву болест у људској историји која је елиминисана намерним интервенцијама здравствене заштите.

## Појмови

### Здравствена заштита
Здравствена заштита је целокупност мера политичког, економског, правног, социјално-културног, научног, социјално-медицинског и хигијенско-противепидемијског облика, усмерених на очување и унапређење социјалног, физичког и психичког здравља сваког појединца и друштва у целини, у циљу остварења дуговечности и потребног квалитета живота, као и обезбеђење адекватне медицинске помоћи у случају потребе.

### Здравствена заштита заснована на доказима
Здравствена заштита заснована на доказима је коришћење најбољих доказа који су нам на располагању за доношење одлука о здрављу и здравственој заштити целокупне популације или група пацијената.

### Мере здравствене заштите
Мере здравствене заштите су стандардни медицински поступци које се спроводе у здравственој заштити су стандардни медицински и други поступци за идентификацију (дијагнозу) здравственог стања (здравствених потреба) и за здравствене интервенције (модификацију тока болести и здравственог процеса).

### Здравствена делатност
Здравствена делатност је активност којом се обезбеђује здравствена заштита грађана, а обухвата спровођење мера и активности здравствене заштите које се, у складу са здравственом доктрином и уз употребу савремене здравствених технологија, користе за очување и унапређење здравља људи, а коју обавља здравствена служба.

### Квалитет здравствене заштите
Квалитетна здравствена заштита је она која омогућава организацију ресурса на најделотворнији начин, како би се задовољиле здравствене потребе корисника за превенцијом и лечењем, на безбедан начин, без непотребних губитака и на високом нивоу њихових захтева.

### Здравствена служба и установе
Здравствену службу чине здравствене установе и други облици здравствене службе, као што је приватна медицинска пракса, који се у некој заједници оснивају ради спровођења и обезбеђивања здравствене заштите.

## Права и обавезе грађана у здравственој заштити
Грађани имају право на
- здравствену заштиту
- могућност остваривања највишег могућег нивоа здравља

Грађани су дужни
- да воде бригу о сопствену здрављу и здрављу своје деце
- да пруже прву помоћ у складу са својим знањем и могућностима
- да учествују у здравствено-превентивним делатностима
- да не угрожавати здравље других особа

## Начела здравствене заштите

### Правичност здравствене заштите
Начело правичности, приликом пружања здравствене заштите, заснива се на забрани било каквог облика дискриминације по било ком основу; полу, раси, националној припадности, старости, социјалном пореклу, вероисповести, политичком или другог убеђења, имовном стању, језика и култури, врсти болести, психичком или телесном инвалидитету.

### Приступачност здравствене заштите
Приступачности здравствене заштите заснива се на начелу обезбеђивања одговарајуће здравствене заштите, која је културно прихватљива а физички, географски и економски доступна, посебно здравствена заштита на примарном нивоу.

### Непрекидност здравствене заштите
Начело непрекидности здравствене заштите остварује се укупном организацијом система здравствене заштите која мора бити усклађена по нивоима и функционално повезана, од примарног преко секундарног до терцијарног нивоа здравствене заштите и која пружа непрекидну здравствену заштиту становништву у сваком животном добу.

### Свеобухватност здравствене заштите
Начело свеобухватности здравствене заштите остварује се укључивањем свих грађана у систем здравствене заштите, уз примену обједињених мера и поступака заштите које обухватају промоцију здравља, превенцију болести на свим нивоима, рану дијагнозу, лечење и рехабилитацију.

### Ефикасности здравствене заштите
Начело ефикасности здравствене заштите реализује се остваривањем најбољих могућих резултата у односу на расположива финансијска средства, односно остваривањем највишег нивоа здравствене заштите уз најнижи утрошак новчаних средстава.

### Стално унапређење квалитета здравствене заштите
Начело сталног унапређења квалитета здравствене заштите остварује се мерама и активностима којима се у складу са савременим достигнућима медицинске науке и праксе повећавају могућности повољног исхода и смањивања ризика и других нежељених последица по здравље и здравствено стање појединца и заједнице у целини.

## Облици здравствене заштите
Амбулантно лечење
Специјалистичка здравствена заштита
Болничко лечење
Конзилијарна здравствена заштита

## Нивои здравствене заштите
У Републици Србији се здравствена заштита најчешће дефинише у пет нивоа мера и активности;
- Мере усмерене на унапређење и очување здравља
- Мера спречавање и сузбијање обољења
- Рано откривање болести
- Благовремено лечење
- Рехабилитација

У англосаксонској литератури, здравствена заштита се обично дефинише у три нивоа превенције према познатој подели Левела и Кларка:
- Први ниво или примарна превенција, обухвата период пре настанка обољења и означава унапређење и очување здравља и спречавање и сузбијање обољења
- Други ниво или секундарна превенција односи се на рано откривање и благовремено лечење обољења.
- Трећи ниво или терцијарна превенција односи се на рехабилитацију.

| „ | Разлика у броју нивоа није битна, и у оба случаја здравствена заштита је у суштини дефинисана на исти начин. Сваки од наведених нивоа здравствене заштите подразумева читав низ мера и активности које доприносе постизању циљева који су постављени. | ” |

### Примарни ниво здравствене заштите
Здравствена заштита на примарном нивоу обухвата:
- Делатност породичне медицине,
- Делатност здравствене заштите деце,
- Делатност поливалентних патронажних сестара у заједници,
- Хигијенско-епидемиолошку заштиту,
- Хитну медицинску помоћ,
- Заштиту репродуктивног здравља жена,
- Здравствену заштиту код неспецифичних и специфичних плућних болести,
- Физикалну и менталну рехабилитацију у заједници,
- Специфичну здравствену заштиту радника, као дела медицине рада, ако је уговорена са послодавцем,
- Зубоздравствене заштиту,
- Лабораторијску и радиолошку дијагностику примарног нивоа,
- Апотекарску делатност.

Здравствена заштита на примарном нивоу, поред наведених активности, обухвата и:
- Праћење здравственог стања становника и провођење мера за заштиту и унапређење здравља становника,
- Превенцију, лечење и рехабилитацију болести и повреда,
- Рано откривање и сузбијање фактора ризика масовних незаразних болести,
- Специфичну превентивну здравствену заштиту младих, нарочито у основним, средњим школама и високим школама
- Имунизацију против заразних болести,
- Лечење и рехабилитацију у кући болесника,
- Палијативна нега.

На примарном нивоу здравствене заштите може се организовати и спроводити наставна и научно-истраживачка делатност. Настава из области породичне медицине може се организовати и спроводити у центрима за едукацију из породичне медицине који су наставна база факултета здравственог смера.

### Секундарни ниво здравствене заштите
На секундарном нивоу здравствене заштите обухвата:
Специјалистичко-консултативна делатност
Специјалистичко-консултативна делатност у начелу се организује у болницама, по територијалном принципу, са циљем да се грађанима обезбеди доступности здравствене заштите, специјалистичко-консултативног нивоа из; опште интерне медицине, опште хирургије, неурологије, оториноларингологије, офталмологије, ортопедије, дерматологије и радиолошка дијагностика примарног нивоа.
Болничка здравствена делатност
Болничка здравствена делатност обухвата
- дијагностику, лечење и медицинску рехабилитацију,
- здравствену негу, боравак и исхрану пацијената у болницама.

У оквиру секундарног нивоа здравствене заштите могу се организовати и спроводити наставна и научно-истраживачка делатност.

### Терцијерни ниво здравствене заштите
Терцијарни ниво здравствене заштите је најсложенији облика здравствене заштите из области:
- специјалистичко-консултативних делатности,
- болничке здравствене делатности.

Здравствену делатност на терцијарном нивоу грађани реализују у здравствене установе које испуњавају услове у погледу простора, опреме, кадра и примењених технологија за обављање најсложенијих облика здравствене заштите.